# Walt Disney Concert Hall

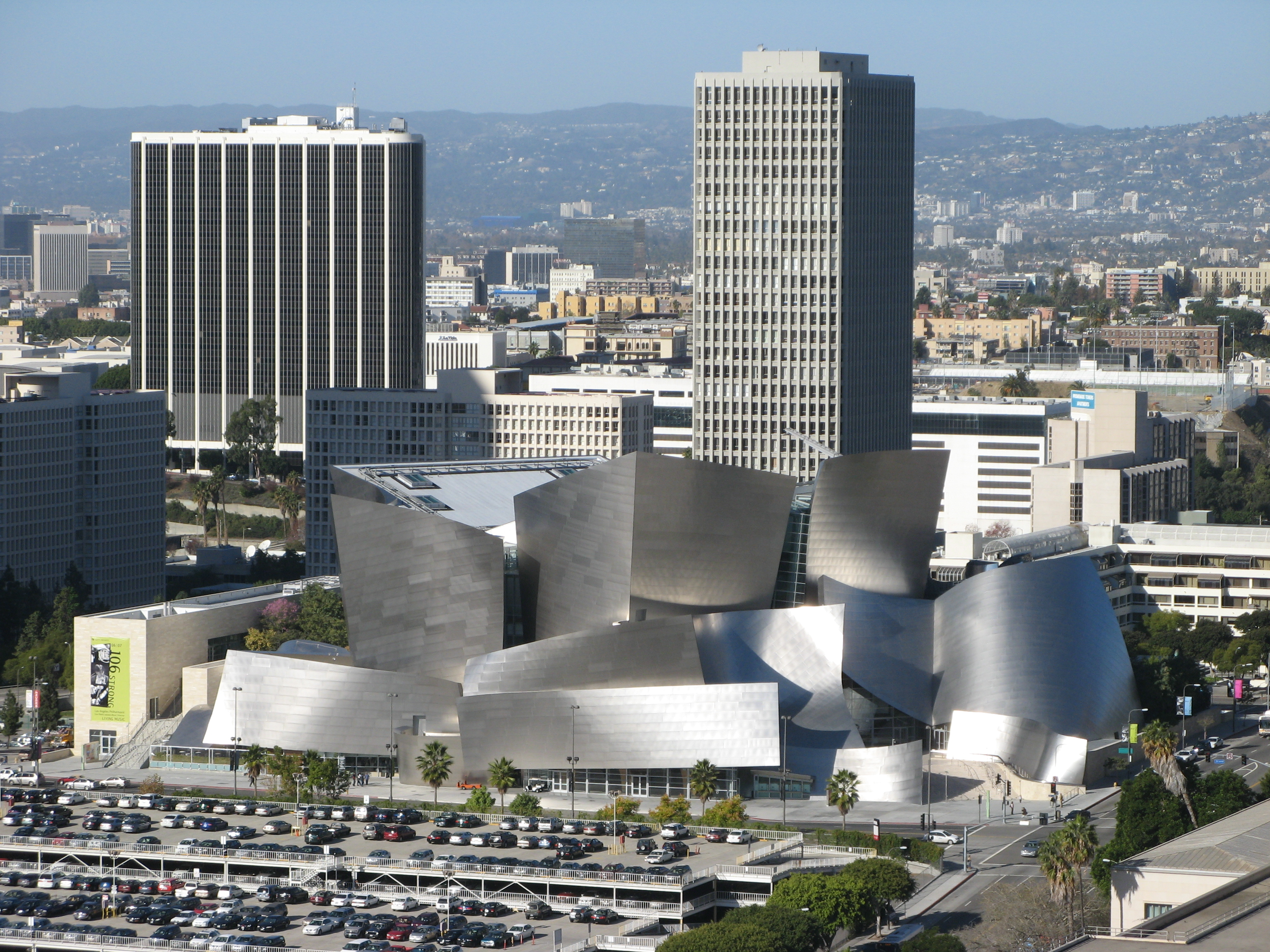
Walt Disney Concert Hall e o entorno

O Walt Disney Concert Hall em Los Angeles, Califórnia, é uma casa de espetáculos e uma das estruturas mais conhecidas dentre as idealizadas e concebidas pelo renomado arquiteto canadense Frank Gehry. O processo de construção do Concert Hall levou 16 anos: de 1987 a 2003.

## História
Em 1987, Lillian Bounds Disney doou cerca de 50 milhões de dólares para a construção de uma casa de espetáculos em homenagem ao seu falecido marido Walt Disney e após essa doação inicial, a família conseguiu acumular cerca de 100 milhões de dólares em doações.
No ano seguinte, o arquiteto canadense, Frank Gehry foi contratado para projetar a casa de espetáculos e as obras iniciaram-se em 1992, sendo que a garagem subterrânea foi concluída 4 anos depois.
O projeto foi concluído em 2003, com a ajuda de Diane Miller, única filha biológica de Walt Disney, e após 16 anos do lançamento da pedra fundamental, com um gasto total de cerca de 274 milhões, incluindo a o estacionamento.

### Problemas
Pouco tempo após a inauguração, algumas modificações foram feitas ao exterior do prédio. Enquanto o prédio foi construído com aço, o material utilizado durante as reformas foi algo semelhante a painéis de vidro.
A qualidade reflexiva do vidro gerou várias reclamações de moradores e frequentadores da região, que alegavam o aumento da temperatura dos prédios. Após várias reclamações, a equipe de Gehry analisou e detectou os alvos das reclamações e os substituíram pelo material original.
No entanto, no Travel Chanel dizem que o aço era tão brilhante inicialmente que derretia os caixotes do lixo dos vizinhos e tiveram que lhe tirar o brilho com jactos de areia.

## Na cultura popular
- O prédio foi parodiado em Os Simpsons, no episódio "O Informante das Sete Cervejas" da 16ª temporada; nele, Frank Gehry projeta -  na verdade, amassa uma carta de Marge e tira dali a ideia - uma nova sala de concertos para Springfield, muito parecida com o Walt Disney Concert Hall. O prédio acaba abandonado e sendo transformado em prisão pelo Sr. Burns. O personagem Snake escapa da prisão enquanto diz: "Nenhuma prisão projetada por Frank Gehry pode me segurar!"[5] O próprio Frank Gehry dublou sua versão animada, que Simon Crerar, crítico do The Times, colocou como uma das 33 melhores participações do show.[6] Apesar de ter achado o episódio divertido, Gehry comentou numa entrevista que ele ainda "o assombra", pois as pessoas realmente acreditam que o desenho do Walt Disney Concert Hall foi feito a partir de um papel amassado.[7]

- O final do filme Get Smart (br: Agente 86; pt: Get Smart - Olho Vivo), de 2008, foi filmado no Concert Hall.[8]